# Île d'Aketxe
L'île d'Aketxe, (en espagnol Isla de Aquech et en basque Aketx Uhartea)  est le nom donné à une petite île située près du cap Matxitxako dans la ville biscaïenne de Bermeo,  dans la communauté autonome du Pays basque en Espagne. 

## Toponymie
Plusieurs noms lui sont attribués sur les cartes toponymiques : Akaetxe (1930), Aquech (1934), Aqueche (1977), Akatxe (1961), Akatx (1982-1983), Aketx (2008-2018), Aketxe (2024) .

## Description
D'une superficie d'environ 3 ha, c'est une masse rocheuse avec peu de végétation et l'apparence d'un rocher, presque inaccessible. C'est un sanctuaire de reproduction pour les oiseaux marins comme le grand cormoran. Elle est située à proximité de la petite île (transformée en péninsule par une passerelle et un petit pont) de Gaztelugatxe, cette dernière de moindre altitude et superficie, formant avec elle un biotope protégé qui s'étend de la ville de Bakio jusqu'au cap Matxitxako à Bermeo, dans le golfe de Gascogne.

## Galerie

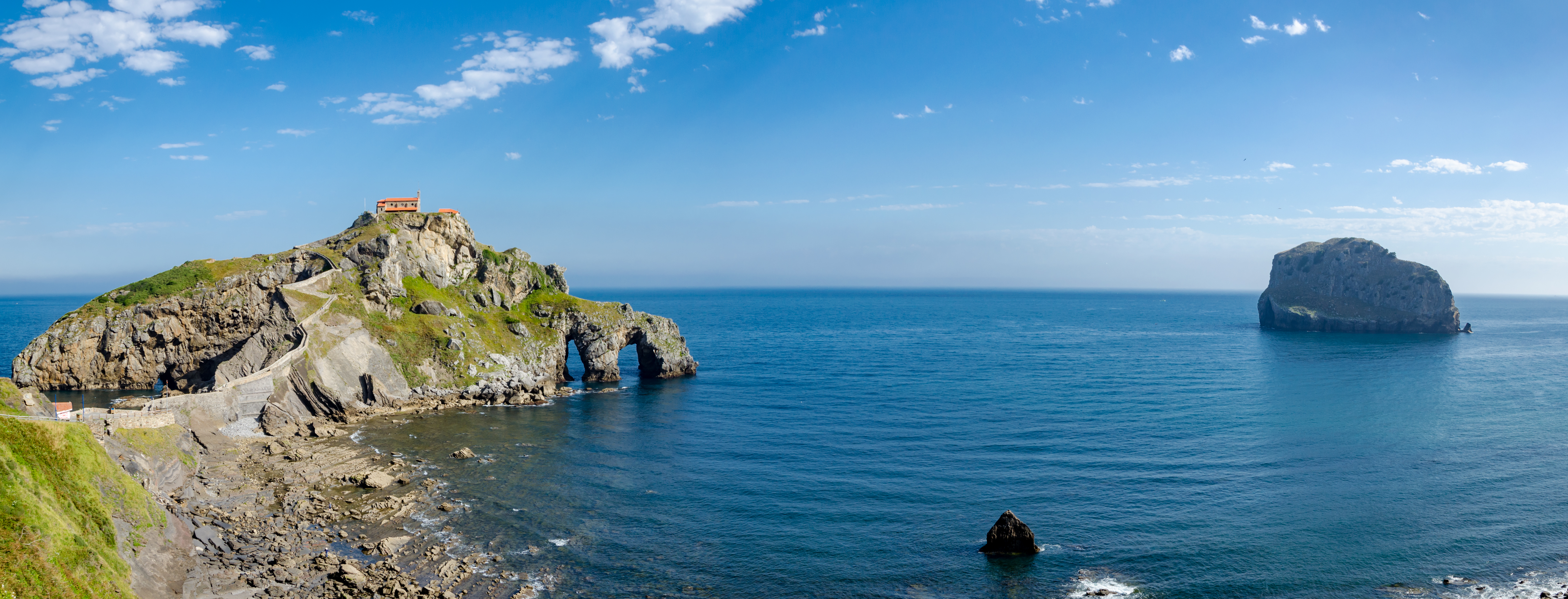